# Ramecourt (Pas-de-Calais)
Pour les articles homonymes, voir Ramecourt.
Ramecourt est une commune française située dans le département du Pas-de-Calais en région Hauts-de-France. Ses habitants sont appelés les Ramecourtois. La commune, située dans la région du Ternois, est membre de la communauté de communes du Ternois.

## Géographie

### Localisation
Localisée dans le sud du département du Pas-de-Calais, Ramecourt est une petite ville limitrophe de la commune de Saint-Pol-sur-Ternoise (aire d'attraction) et située, à vol d'oiseau, à 34 km au nord-ouest de la commune d’Arras (chef-lieu d'arrondissement et préfecture du Pas-de-Calais).
Le territoire de la commune est limitrophe de ceux de huit communes.
Les communes limitrophes sont Gauchin-Verloingt, Croisette, Croix-en-Ternois, Hautecloque, Herlincourt, Herlin-le-Sec, Saint-Pol-sur-Ternoise et Siracourt.

### Géologie et relief
La superficie de la commune est de 8,09 km2 ; son altitude varie de 85  à   146 mètres.

### Hydrographie
La commune est située dans le bassin Artois-Picardie.
Le territoire communal est drainé par quatre cours d'eau :
- le Ruisseau de Ramecourt, d'une longueur de 4,44 km, qui prend sa source dans la commune et se jette dans la Ternoise au niveau de la commune de Saint-Pol-sur-Ternoise[4] ;

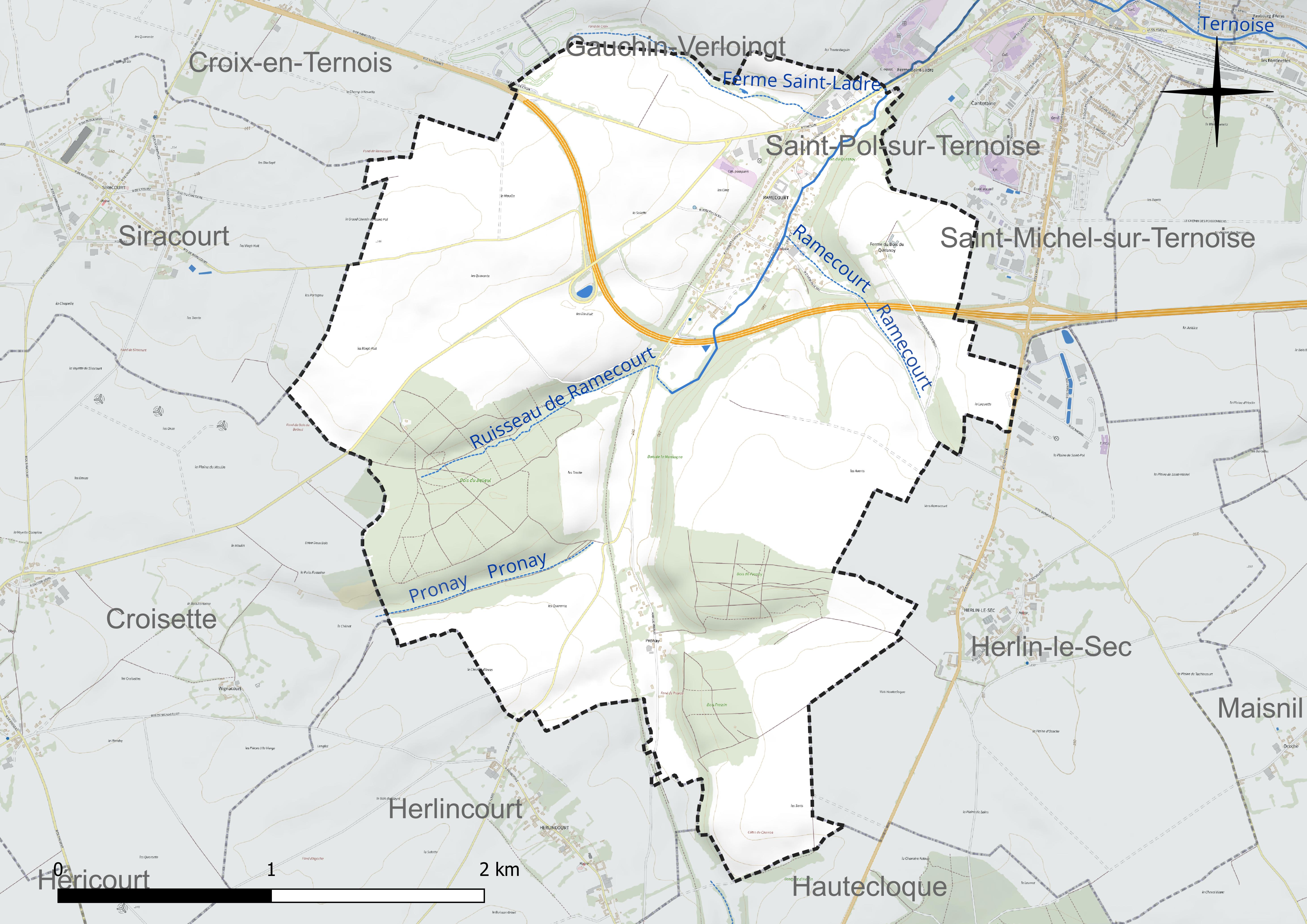
Réseau hydrographique de Ramecourt.

- le Ferme Saint-Ladre, d'une longueur de 1,59 km qui prend sa source dans la commune de Gauchin-Verloingt et se jette dans le Ruisseau de Ramecourt au niveau de la commune de Gauchin-Verloingt[5] ;
- le Pronay, d'une longueur de 1,09 km qui prend sa source dans la commune de Croisette et termine sa course au niveau de la commune[6] ;
- le Ramecourt, d'une longueur de 1 km qui prend sa source dans la commune et se jette dans le Ruisseau de Ramecourt au niveau de la commune[7].

### Climat
Pour des articles plus généraux, voir Climat des Hauts-de-France et Climat du Nord-Pas-de-Calais.
En 2010, le climat de la commune est de type climat des marges montargnardes, selon une étude du CNRS s'appuyant sur une série de données couvrant la période 1971-2000. En 2020, Météo-France publie une typologie des climats de la France métropolitaine dans laquelle la commune est exposée à un climat océanique et est dans la région climatique Côtes de la Manche orientale, caractérisée par un faible ensoleillement (1 550 h/an) ; forte humidité de l’air (plus de 20 h/jour avec humidité relative > 80 % en hiver), vents forts fréquents.
Pour la période 1971-2000, la température annuelle moyenne est de 10,1 °C, avec une amplitude thermique annuelle de 13,6 °C. Le cumul annuel moyen de précipitations est de 859 mm, avec 12,7 jours de précipitations en janvier et 9,1 jours en juillet. Pour la période 1991-2020, la température moyenne annuelle observée sur la station météorologique la plus proche, située sur la commune de Humières à 8 km à vol d'oiseau, est de 10,9 °C et le cumul annuel moyen de précipitations est de 856,9 mm,. Pour l'avenir, les paramètres climatiques de la commune estimés pour 2050 selon différents scénarios d'émission de gaz à effet de serre sont consultables sur un site dédié publié par Météo-France en novembre 2022.

### Paysages
Pour un article plus général, voir Paysage en France.
La commune s'inscrit dans les « paysages du Ternois » tels qu’ils sont définis dans l’atlas de paysages de la région Nord-Pas-de-Calais, conçu par la direction régionale de l'Environnement, de l'Aménagement et du Logement (DREAL),.
Ces paysages, qui concernent 138 communes avec trois pôles d’attraction que sont Hesdin à l'ouest, Saint-Pol-sur-Ternoise à l’est et, dans une moindre mesure, Frévent en lisière sud, sont délimités par deux cours d’eau : la Canche au Sud et la Ternoise au Nord. Ces paysages sont composés de plateaux, de vallées et de bocages. Les plateaux du Ternois montrent une structure tabulaire assez plane et une altitude assez régulière avec des points culminants entre 150  à   160 m.
Le territoire d’une vingtaine de kilomètres du Nord au Sud et d’Est en Ouest, est traversé par la D 939 reliant Saint-Pol-sur-Ternoise à Hesdin, par la D 912 entre Saint-Pol-sur-Ternoise et Frévent et par la ligne ferroviaire de Saint-Pol-sur-Ternoise à Étaples dans la vallée de la Canche. La position excentrée, en l’absence de grands axes autoroutiers ou ferrés structurants, a permis au Ternois de conserver un caractère rural et une certaine qualité de paysage.
Au niveau de l’occupation des sols, les surfaces cultivées sont omniprésentes sur les plateaux, avec majoritairement la culture de la betterave et de la pomme de terre, et représentent près de 72 % de la surface totale de ces paysages du Ternois, les espaces artificialisés, cantonnés dans les fonds de vallée, représentent 13 % et les surfaces boisées, présentes dans les deux principales vallées de la Ternoise et de la Canche, ne représentent que 6 %.

### Milieux naturels et biodiversité
L’Inventaire national du patrimoine naturel (INPN) recense plusieurs espèces faunistiques et floristiques sur le territoire de la commune dont certaines sont protégées et d’autres menacées et quasi-menacées.

## Urbanisme

### Typologie
Au 1er janvier 2024, Ramecourt est catégorisée petite ville, selon la nouvelle grille communale de densité à sept niveaux définie par l'Insee en 2022.
Elle appartient à l'unité urbaine de Saint-Pol-sur-Ternoise, une agglomération intra-départementale regroupant huit  communes, dont elle est une commune de la banlieue,,. Par ailleurs la commune fait partie de l'aire d'attraction de Saint-Pol-sur-Ternoise, dont elle est une commune du pôle principal,. Cette aire, qui regroupe 72 communes, est catégorisée dans les aires de moins de 50 000 habitants,.

### Occupation des sols
L'occupation des sols de la commune, telle qu'elle ressort de la base de données européenne d’occupation biophysique des sols Corine Land Cover (CLC), est marquée par l'importance des territoires agricoles (70,6 % en 2018), en diminution par rapport à 1990 (71,7 %). La répartition détaillée en 2018 est la suivante : 
terres arables (68,1 %), forêts (24 %), zones urbanisées (3,3 %), prairies (2,5 %), zones industrielles ou commerciales et réseaux de communication (2,2 %). L'évolution de l’occupation des sols de la commune et de ses infrastructures peut être observée sur les différentes représentations cartographiques du territoire : la carte de Cassini (XVIIIe siècle), la carte d'état-major (1820-1866) et les cartes ou photos aériennes de l'IGN pour la période actuelle (1950 à aujourd'hui).

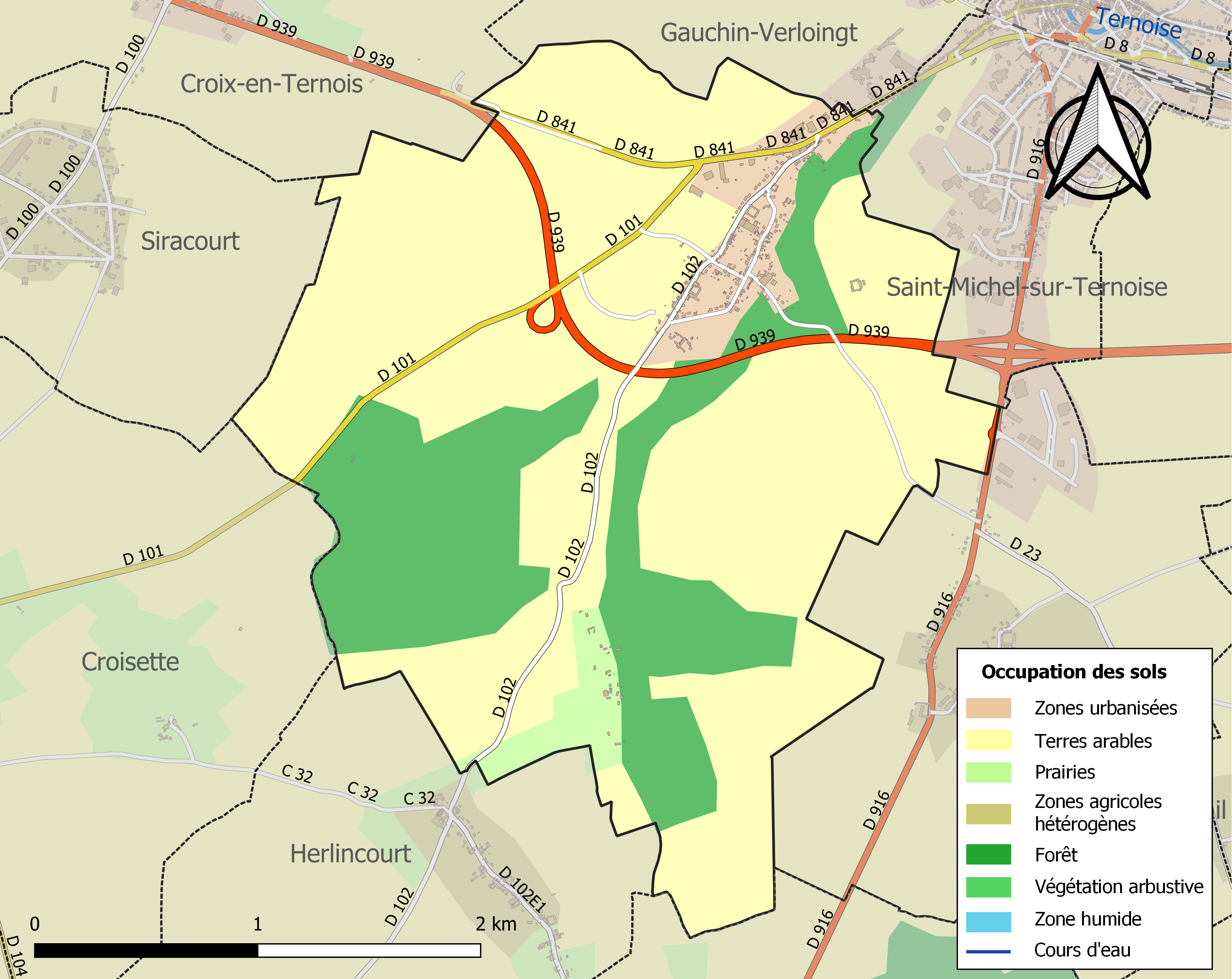
Carte des infrastructures et de l'occupation des sols de la commune en 2018 (CLC).

## Toponymie
Le nom de la localité est attesté sous les formes Ramencort en 1142 ; Ramecort en 1221 ; Ramincort en 1241 ; Ramecourt au XIIIe siècle ; Ramcourt en 1424 ; Ramecort-lez-Saint-Pol en 1465 ; Ramecourt en 1793 et depuis 1801.

## Histoire
Pendant la Première Guerre mondiale, à différents moments, comme en novembre 1914, la commune a servi de lieu de cantonnement à des troupes engagées sur le front de l'Artois (le front passait dans la région de Lens-Vimy-Arras). Le cantonnement était destiné à permettre aux troupes de récupérer, d'effectuer des travaux de propreté et de nettoyage, des exercices divers.

## Politique et administration

### Découpage territorial
La commune se trouve dans l'arrondissement d'Arras du département du Pas-de-Calais.

#### Commune et intercommunalités
La commune faisait partie de la communauté de communes du Saint-Polois créée fin 1995.
Dans le cadre de la réforme des collectivités territoriales françaises, par la loi de réforme des collectivités territoriales du 16 décembre 2010 (dite loi RCT)  destinée à permettre notamment l'intégration de la totalité des communes dans un EPCI à fiscalité propre, la suppression des enclaves et discontinuités territoriales et les modalités de rationalisation des périmètres des établissements publics de coopération intercommunale et des syndicats mixtes existants, cette intercommunalité fusionne avec sa voisine, la communauté de communes du pays d'Heuchin, formant le 1er janvier 2013 la communauté de communes des Vertes Collines du Saint-Polois.
Un nouveau mouvement de regroupement intercommunal intervient dans le cadre des dispositions de la loi portant nouvelle organisation territoriale de la République (Loi NOTRe) du 7 août 2015, qui prévoit que les établissements publics de coopération intercommunale (EPCI) à fiscalité propre doivent avoir un minimum de 15 000 habitants. À l'initiative des intercommunalités concernées, la Commission départementale de coopération intercommunale (CDCI) adopte le 26 février 2016 le principe de la fusion de : 

- la communauté de communes de l'Auxillois, regroupant 16 communes dont une de la Somme et 5 217 habitants ;

- la communauté de communes de la région de Frévent, regroupant 12 communes et 6 567 habitants ;

- de la communauté de communes des Vertes Collines du Saint-Polois, regroupant 58 communes et 19 585 habitants

- de la communauté de communes du Pernois, regroupant 18 communes et 7 114 habitants. Le schéma départemental de coopération intercommunale (SDCI), intégrant notamment cette évolution, est approuvé par un arrêté préfectoral du 30 mars 2016,.
La communauté de communes du Ternois, qui résulte de cette fusion et dont la commune fait désormais partie, est créée par un arrêté préfectoral qui a pris effet le 1er janvier 2017. La communauté de communes du Ternois regroupe 103 communes et totalise 37 469 habitants en 2021.

#### Circonscriptions administratives
La commune fait partie depuis 1793 du canton de Saint-Pol-sur-Ternoise. Dans le cadre du redécoupage cantonal de 2014 en France, la composition de ce canton est modifiée et regroupe désormais 88 communes, dont Ramecourt.

#### Circonscriptions électorales
Pour l'élection des députés, la commune fait partie de la première circonscription du Pas-de-Calais.

### Élections municipales et communautaires

#### Liste des maires
| Période                                  | Période                    | Identité       | Étiquette | Qualité |
| ---------------------------------------- | -------------------------- | -------------- | --------- | --- |
| Les données manquantes sont à compléter. |                            |                |           | |
| décembre 1919                            | février 1939               | Lucien Dupire  | FR-RG     | Industriel, ingénieur IDN Conseiller général de Saint-Pol-sur-Ternoise (1919 → 1939) Décédé en fonction                                    |
| mars 1939                                | 1967 ?                     | Charles Chopin | CNIP      | Négociant en grains, résistant Député du Pas-de-Calais (3e circ.) (1958 → 1962) Conseiller général de Saint-Pol-sur-Ternoise (1955 → 1967) |
| mars 1971                                |                            | Justin Lourme  |           | Cultivateur, maire honoraire |
| mars 1983                                | juin 1995                  | Roland Saloppe | SE        | |
| juin 1995                                | mars 2001                  | Gérard Delbé   | SE        | |
| mars 2001                                | En cours (au 3 avril 2022) | Denis Dequidt  | DVD       | Agriculteur Réélu pour le mandat 2014-2020 Réélu pour le mandat 2020-2026,                                                                 |

## Population et société

### Démographie
Les habitants sont appelés les Ramecourtois.

#### Évolution démographique
L'évolution du nombre d'habitants est connue à travers les recensements de la population effectués dans la commune depuis 1793. Pour les communes de moins de 10 000 habitants, une enquête de recensement portant sur toute la population est réalisée tous les cinq ans, les populations de référence des années intermédiaires étant quant à elles estimées par interpolation ou extrapolation. Pour la commune, le premier recensement exhaustif entrant dans le cadre du nouveau dispositif a été réalisé en 2005.

En 2022, la commune comptait 351 habitants, en évolution de −6,15 % par rapport à 2016 (Pas-de-Calais : −0,72 %, France hors Mayotte : +2,11 %).
| 1793 | 1800 | 1806 | 1821 | 1831 | 1836 | 1841 | 1846 | 1851 |
| ---- | ---- | ---- | ---- | ---- | ---- | ---- | ---- | ---- |
| 250  | 171  | 198  | 192  | 230  | 240  | 248  | 236  | 242  |

| 1856 | 1861 | 1866 | 1872 | 1876 | 1881 | 1886 | 1891 | 1896 |
| ---- | ---- | ---- | ---- | ---- | ---- | ---- | ---- | ---- |
| 230  | 247  | 256  | 275  | 298  | 297  | 300  | 282  | 249  |

| 1901 | 1906 | 1911 | 1921 | 1926 | 1931 | 1936 | 1946 | 1954 |
| ---- | ---- | ---- | ---- | ---- | ---- | ---- | ---- | ---- |
| 277  | 270  | 300  | 313  | 316  | 316  | 296  | 355  | 336  |

| 1962 | 1968 | 1975 | 1982 | 1990 | 1999 | 2005 | 2006 | 2010 |
| ---- | ---- | ---- | ---- | ---- | ---- | ---- | ---- | ---- |
| 322  | 303  | 313  | 298  | 324  | 341  | 334  | 331  | 311  |

| 2015 | 2020 | 2022 | - | - | - | - | - | - |
| ---- | ---- | ---- | - | - | - | - | - | - |
| 367  | 348  | 351  | - | - | - | - | - | - |

#### Pyramide des âges
En 2018, le taux de personnes d'un âge inférieur à 30 ans s'élève à 34,5 %, soit en dessous de la moyenne départementale (36,7 %). À l'inverse, le taux de personnes d'âge supérieur à 60 ans est de 27,8 % la même année, alors qu'il est de 24,9 % au niveau départemental.
En 2018, la commune comptait 190 hommes pour 181 femmes, soit un taux de 51,21 % d'hommes, largement supérieur au taux départemental (48,50 %).
Les pyramides des âges de la commune et du département s'établissent comme suit.
| Hommes | Classe d’âge | Femmes |
| ------ | ------------ | ------ |
| 1,1    | 90 ou +      | 0,6    |
| 11,2   | 75-89 ans    | 7,6    |
| 15,7   | 60-74 ans    | 19,4   |
| 22,5   | 45-59 ans    | 26,5   |
| 12,4   | 30-44 ans    | 14,1   |
| 17,4   | 15-29 ans    | 14,7   |
| 19,7   | 0-14 ans     | 17,1   |

| Hommes | Classe d’âge | Femmes |
| ------ | ------------ | ------ |
| 0,5    | 90 ou +      | 1,6    |
| 5,6    | 75-89 ans    | 8,9    |
| 16,7   | 60-74 ans    | 18,1   |
| 20,2   | 45-59 ans    | 19,2   |
| 18,9   | 30-44 ans    | 18,1   |
| 18,2   | 15-29 ans    | 16,2   |
| 19,9   | 0-14 ans     | 17,9   |

## Économie

### Entreprises et commerces

#### Activités hors agriculture
23 établissements marchands non agricoles sont économiquement actifs en 2021 à Ramecourt,,.
| Secteur d'activité                                                                                        | Commune | Commune | Département |
| Secteur d'activité                                                                                        | Nombre  | %       | %           |
| --- | ------- | ------- | ----------- |
| Ensemble                                                                                                  | 23      |         |             |
| Industrie manufacturière, industries extractives et autres                                                | 0       | 0,0 %   | (6,6 %)     |
| Construction                                                                                              | 2       | 8,7 %   | (10,5 %)    |
| Commerce de gros et de détail, transports, hébergement et restauration                                    | 11      | 47,8 %  | (30,5 %)    |
| Information et communication                                                                              | 1       | 4,3 %   | (1,8 %)     |
| Activités financières et d'assurance                                                                      | 3       | 13,0 %  | (4,8 %)     |
| Activités immobilières                                                                                    | 0       | 0,0 %   | (5,0 %)     |
| Activités spécialisées, scientifiques et techniques et activités de services administratifs et de soutien | 5       | 21,7 %  | (13,8 %)    |
| Administration publique, enseignement, santé humaine et action sociale                                    | 0       | 0,0 %   | (16,8 %)    |
| Autres activités de services                                                                              | 1       | 4,3 %   | (10,0 %)    |

#### Agriculture
La commune est dans le « Ternois », une petite région agricole dans le département du Pas-de-Calais. En 2020, l'orientation technico-économique de l'agriculture  sur la commune est l'exploitation de grandes cultures (hors céréales et oléo-protéagineux). 
|               | 1988 | 2000 | 2010 | 2020 |
| ------------- | ---- | ---- | ---- | ---- |
| Exploitations | 7    | 8    | 6    | 2    |
| SAU (ha)      | 455  | 504  | 592  | 190  |

Le nombre d'exploitations agricoles en activité et ayant leur siège dans la commune est passé de 7 lors du recensement agricole de 1988  à 8 en 2000 puis à 6 en 2010 et enfin à 2 en 2020, soit une baisse de 71 %. La surface agricole utilisée sur la commune a également diminué, passant de 455 ha en 1988 à 190 ha en 2020. Parallèlement la surface agricole utilisée moyenne par exploitation a augmenté, passant de 65 à 95 ha,.

## Culture locale et patrimoine

### Lieux et monuments
- Le château de Ramecourt, en ruines. L'ancien parc du château est répertorié à l'inventaire général du patrimoine architectural en France (base Mérimée)[39].
- L'église Saint-Léger.
- Le mur du souvenir, proche de l'église, faisant office de monument aux morts[40].

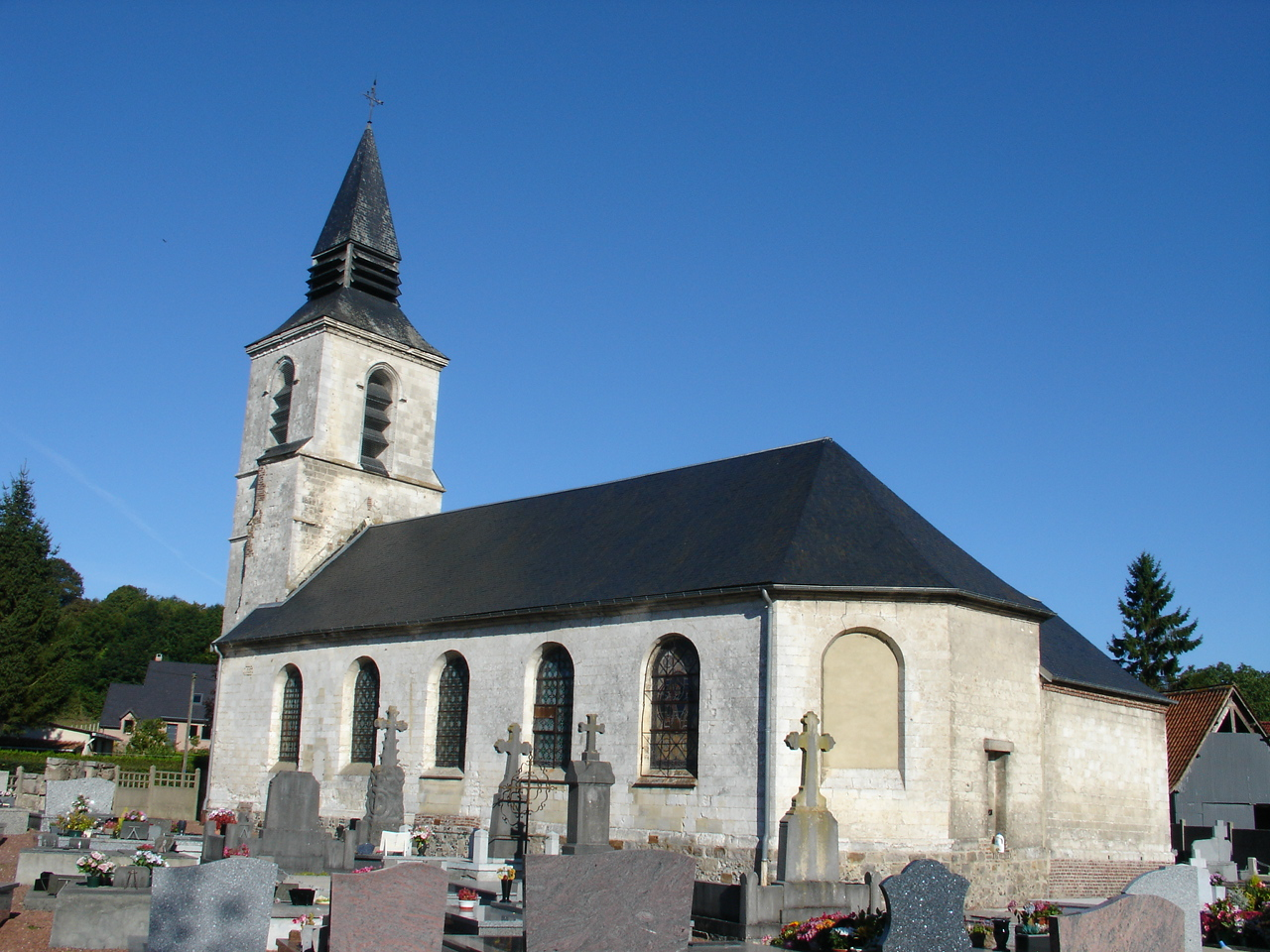
L'église Saint-Léger.
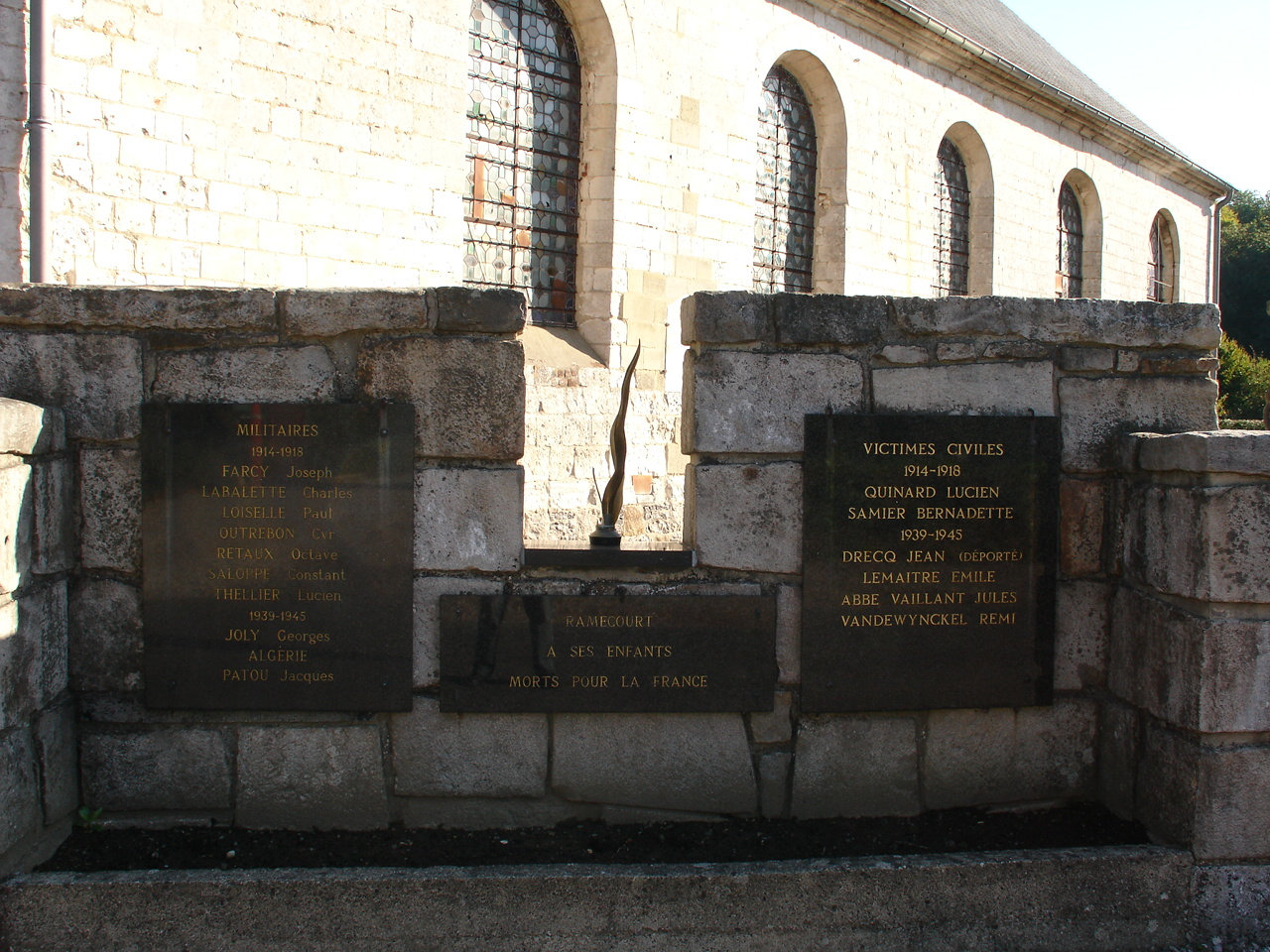
Le mur du souvenir.

### Héraldique
| Blason de Ramecourt | Blason  | D'hermine à trois fleurs de lis au pied nourri de gueules. |
| Blason de Ramecourt | Détails | Le statut officiel du blason reste à déterminer.           |

## Pour approfondir

#### Bases de données, dictionnaires et encyclopédies
- Ressources relatives à la géographie :   - Insee (communes)
  - Ldh/EHESS/Cassini
- Ressource relative à plusieurs domaines :   - Annuaire du service public français
- Notices d'autorité :   - BnF (données)